# Brodolom (Kit Teler)

Brodolom je sveska serijala Mali rendžer (Kit Teler) obјavljena u Lunov magnus stripu br. 194. Epizoda je premijerno u bivšoj Jugoslaviji objavljena u aprilu 1976. godine. Koštala je 8 dinara (0,44 $; 1,1 DEM). Imala je 122 stranice. Izdavač јe bio Dnevnik iz Novog Sada. Sveska je 1. deo duže epizode, koja se nastavlja u naredno svesci pod nazivom Spasonosna vatra (#195). Naslovna stranica je reprodukcija Donatelijeve naslovnice za istu epizodu. Autor nije poznat.

## Originalna epizoda
Epizoda je premijerno objavljena u Italiji u svesci #77. pod nazivom I naufragatori, koja u izdanju Sergio Bonnelli Editore u aprilu 1970. godine.  Koštala јe 200 lira (0,32 $; 1,27 DEM). Epizodu je nacrtao Francesko Gamba, a scenario napisali Andrea Lavezzolo i Tristano Torelli.

## Kratak sadržaj
Nakon pustolovine u Evropi, Kit se sa ocem (Mozes Teler) vraća brodom “Plava ptica” za Ameriku. Brod, međutim, nema sreće. Dvesta osamdeset milje severoistočno o Bermudskih ostrva digla se velika oluja. Posle oluje, brod udara o olupinu broda koju kapetan nije primetio. Ceo brod tone, a putnici se spašavaju uz pomoć čamaca. Kit i njegov otac su među njima. Brodolomnici nailaze na drugi brod koji ih prima. Brod plovi ka Karipskim ostrvima. Međutim, nedaleko od mesta gde je brod prihvatio brodolomnike nalazi se ostrvo na kome žive piratska banda Braća uragana predvođeni šefom Markusom. Brod se zaustavlja blizu ostrva da prenoći, ali nepažnjom kormilara udara o podvodne stene. Pirati kreću pod okriljem noći da napadnu brod.
Pirati ubijaju sve putnike i pljačkaju brod, ali Kit, njegov otac i stari kormilar uspevaju da preživa i skrivaju se na ostrvu. Pirati nisu zadovoljni plenom (našli su samo $1.200). To stvara razdor među njima. Jedan od pirata po imenu Maksvel zahteva od Markusa da promene prebivalište, jer veruje da će uskoro naići na ratni brod koji će ih ugroziti. Marksu u dvoboju mačevima ubija Maksvela, ali prihvata njegovu ideju da promene prebivalište. Nešto kasnije kormilar ubija jednog pirata i uzima mu pušku, nakon čega Braća shvataju da više nisu sami na ostrvu. Pirati kreću u lov na brodolomnike. Nakon što su uhvatili Kitovog oca, Marku i Braća mu organizuju suđenje u kome ga više ismevaju nego što mu sude. Mozes je vešanjem, ali pošto je kormilar sa tornja pucao na pirate, nakon čega oni ponovo kreću u potragu, ostavljajuči Mozesa bez nadzora. Kit skida oca sa vešala i zajedno s njim nalazi skrovište u skladištu municije.

## Reprize
U Italiji je ova epizoda reprizirana u okviru #39 edicije Edizioni If koja je izašla 14.8.2015. Sveska je sadržala najveći deo ove epziode, kao i celu narednu epizodu (L'isola di fammia). U Hrvatskoj je ova sveska objavljena u septembru 2020. pod nazivom Brodolmci. Cena je bila 39,9 kuna, a u Srbiji 440 dinara.

## Prethodna i naredna sveska LMS
Prethodna sveska nosi naziv Tajanstveni zamak (#191), a naredna Spasonosna vatra (#195).

## Galerija
- Naslovna strana reprize epizode. Autor naslovnice: Masimo Rotundo, 2015.
- Naslovna strana reprize epizode u LMS929. Autor naslovnice: Mikica, 1991.